# Dinetus pictus

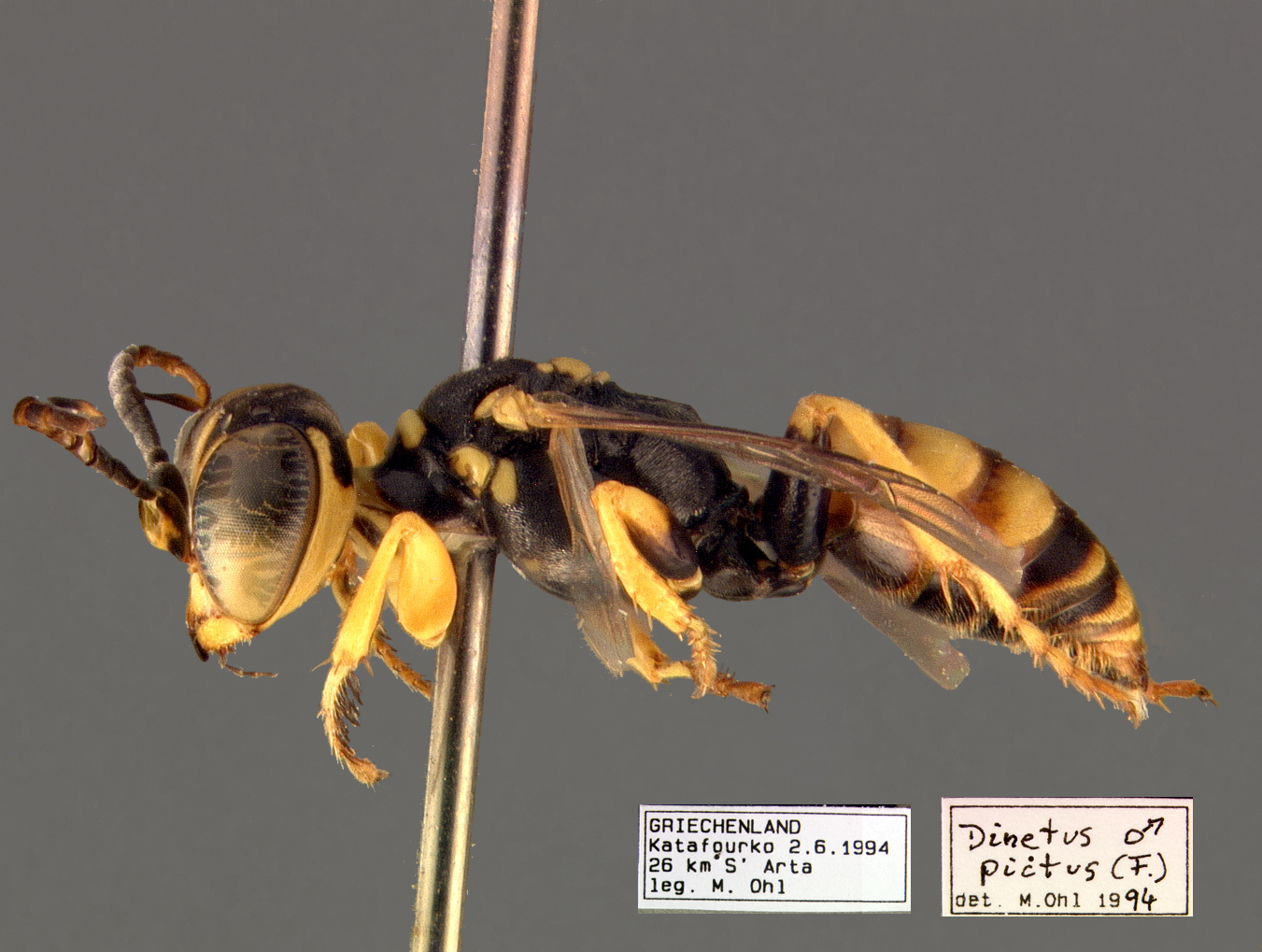
Präparat, Männchen, Seitenansicht

Dinetus pictus ist ein Hautflügler aus der Familie der Crabronidae.

## Merkmale
Die Tiere erreichen eine Körperlänge von 6 bis 9 Millimetern (Weibchen) bzw. 5 bis 7 Millimetern (Männchen). Zwischen den beiden Geschlechtern herrscht ein deutlicher Sexualdimorphismus vor. Der Hinterleib der Weibchen ist rotschwarz gefärbt und hat gelbe Flecken an den Seiten. Das Männchen hat einen gelbschwarz gefleckten Hinterleib und spiralförmige Fühler.

## Vorkommen
Die Art kommt in Europa bis nach Norddeutschland, in Polen und im Süden Finnlands vor. Sie besiedelt sehr trockene und temperaturbegünstigte Lebensräume mit offenen Sandflächen. Die Tiere fliegen in einer Generation von Anfang Juni bis Anfang September. Die Art ist in Mitteleuropa selten.

## Lebensweise
Die Weibchen von Dinetus pictus legen ihre Nester häufig in kleinen Aggregationen an. Das Nest besteht aus einem sechs bis sieben Zentimeter langen, zunächst schrägen, dann senkrecht nach unten zeigenden Gang. Der Aushub wird vom Weibchen besonders rasch transportiert, wobei es rückwärts aus dem Eingang fliegt. Der Nesteingang wird immer verschlossen. Die Brut wird mit Larven und selten auch Imagines von Sichelwanzen versorgt. Beide Geschlechter übernachten in rund zwei Zentimeter tiefen Gängen, die am Abend rasch ausgehoben werden. Die Art wird von Chrysis bicolor parasitiert.

## Belege